# Zagatala (quận)
Zagatala (tiếng Azerbaijan:Zaqatala) là một quận thuộc Azerbaijan. Dân số thời điểm năm 2012 là 107240 người.